# Klaus Lambrecht
Klaus Christian Lambrecht (* 29. Oktober 1912 in Weimar; † Juni 1974) war ein deutscher Journalist und Übersetzer. Einige seiner Übersetzungen wurden immer wieder neu aufgelegt, insbesondere Früchte des Zorns von John Steinbeck.

## Leben und Werk
Nach dem einem Gymnasium in Weimar abgelegten Abitur studierte Lambrecht an der Universität Jena. In den 1920er Jahren arbeitete er zunächst als Lektor beim Duncker-Verlag. Gleichzeitig schrieb er Beiträge für Zeitschriften. Von 1930 bis 1932 war er als freier Journalist tätig. 1934 legte er mit Ladidel eine eigene Erzählung vor.
Im Jahr 1936 emigrierte Lambrecht gemeinsam mit seiner Ehefrau Irene zunächst nach Paris, wo er als Literaturagent, Übersetzer und freier Journalist tätig war. Hierbei vermittelte er englischsprachige Bücher an deutschsprachige Verlage außerhalb Deutschlands, insbesondere in der Schweiz, etwa an die Büchergilde Gutenberg und Simon Menzels Humanitas-Verlag und übersetzte diese Bücher auch selbst ins Deutsche. Es handelte sich um Romane u. a. von Sinclair Lewis, John Dos Passos, John Steinbeck und Richard Wright. Insgesamt veröffentlichte Lambrecht zwischen 1938 und 1941 etwa zehn Übersetzungen. Zudem schrieb er regelmäßig für die Schweizer Wochenzeitung Die Weltwoche über amerikanische und englische Literatur.
Anfang März 1940 kam Lambrecht in den USA an. Dort hoffte er, seine Arbeit als Übersetzer und Literaturvermittler fortsetzen zu können, war jedoch zunächst auf finanzielle Unterstützung angewiesen. Zu diesem Zeitpunkt hatte er noch zwei Übersetzungen in Kommission, Laßt das Volk doch singen von John Boynton Priestley, das 1941 in der Büchergilde Gutenberg erschien, sowie die Thomas-Wolfe-Übersetzung Strom des Lebens, die ebenfalls 1941 in mehreren Auflagen bei Scherz in Bern erschien. Die Zeitschrift Corona veröffentlichte 1941 noch seine Übersetzung der Erzählung Zwei Freunde von Willa Cather. Weitere Übersetzungen legte Lambrecht nicht mehr vor. Er arbeitete stattdessen von 1941 bis 1948 für einen Hörfunksender und ab 1949 als „Radio script writer“ für „IBD“ (= Division of International Broadcasting) des amerikanischen Außenministeriums. Über seinen weiteren Lebensweg ist bisher nichts bekannt.

## Veröffentlichungen

### Originalwerke
- Ladidel. Eine Erzählung. Die Rabenpresse, Berlin 1934.

### Übersetzungen
- Sinclair Lewis: „...König sein dagegen sehr!“. Roman. Humanitas-Verlag, Zürich 1938.
- John Dos Passos: Der grosse Schalten. Büchergilde Gutenberg, Zürich 1938.
- John Boynton Priestley: Faraway, die ferne Insel.  Büchergilde Gutenberg, Zürich 1939.
- Sinclair Lewis: Die verlorenen Eltern. Humanitas, Zürich 1939.
- Christopher Morley: Kitty. 3. Auflage. Hamilton Verl., Zürich 1941.
- Howard Spring: Künstler und Vagabunden.  Humanitas Verl., Zürich 1940.
- John Steinbeck: Die Früchte des Zornes. 2 Bde., Humanitas, Zürich 1940.
- H. G. Wells: Der heilige Terror. Büchergilde Gutenberg, Zürich 1940.
- Thomas Wolfe: Strom des Lebens. Scherz, Bern 1941.
- Richard Wright: Sohn dieses Landes. Humanitas-Verlag, Zürich 1941.
- Willa Cather: Zwei Freunde. In: Corona X (1941), S. 329–354.